# Olympische Winterspiele 1994/Teilnehmer (Argentinien)
| Gelbes Symbol für Goldmedaillen mit stilisierten Olympischen Ringen | Graues Symbol für Silbermedaillen mit stilisierten Olympischen Ringen | Braundes Symbol für Bronzemedaillen mit stilisierten Olympischen Ringen |
| ------------------------------------------------------------------- | --------------------------------------------------------------------- | ----------------------------------------------------------------------- |
| —                                                                   | —                                                                     | —                                                                       |

Argentinien nahm an den Olympischen Winterspielen 1994 im norwegischen Lillehammer mit einer Delegation von zehn Athleten in zwei Disziplinen teil, davon vier Männer und sechs Frauen. Ein Medaillengewinn gelang keinem der Athleten.
Fahnenträgerin bei der Eröffnungsfeier war die Biathletin María Giro.

## Teilnehmer nach Sportarten

### Biathlon
| Athleten   | Wettbewerbe   | Zeit        | Fehler      | Rang |
| ---------- | ------------- | ----------- | ----------- | ---- |
| Frauen     |               |             |             |      |
| María Giro | 7,5 km Sprint | 29:31,9 min | 1 (0+1)     | 54   |
| María Giro | 15 km Einzel  | 1:02:24,2 h | 5 (0+1+3+1) | 66   |

### Ski Alpin
| Athleten              | Wettbewerbe        | 1. Lauf     | 1. Lauf | 2. Lauf     | 2. Lauf | Gesamt      | Gesamt |
| Athleten              | Wettbewerbe        | Zeit        | Rang    | Zeit        | Rang    | Zeit        | Rang   |
| --------------------- | ------------------ | ----------- | ------- | ----------- | ------- | ----------- | ------ |
| Frauen                |                    |             |         |             |         |             |        |
| Carola Calello        | Super-G            | –           | –       | –           | –       | 1:35,87 min | 45     |
| Dominique Ezquerra    | Super-G            | –           | –       | –           | –       | 1:32,71 min | 43     |
| Gabriela Quijano      | Abfahrt            | –           | –       | –           | –       | 1:49,26 min | 43     |
| Gabriela Quijano      | Alpine Kombination | 1:39,88 min | 39      | 1:53,63 min | 20      | 3:32,64 min | 21     |
| Gabriela Quijano      | Slalom             | 1:09,70 min | 33      | 1:07,56 min | 27      | 2:17,26 min | 26     |
| Gabriela Quijano      | Super-G            | –           | –       | –           | –       | 1:33,45 min | 44     |
| Francisca Steverlynck | Abfahrt            | –           | –       | –           | –       | 1:46,76 min | 41     |
| Francisca Steverlynck | Alpine Kombination | 1:37,10 min | 36      | 1:55,54 min | 22      | 3:32,64 min | 21     |
| Francisca Steverlynck | Super-G            | –           | –       | –           | –       | 1:32,56 min | 42     |
| Jennifer Taylor       | Abfahrt            | –           | –       | –           | –       | 1:46,76 min | 41     |
| Jennifer Taylor       | Alpine Kombination | 1:39,18 min | 38      | 2:05,09 min | 24      | 3:44,27 min | 25     |
| Männer                |                    |             |         |             |         |             |        |
| Gastón Begue          | Super-G            | –           | –       | –           | –       | 1:41,21 min | 48     |
| Carlos Manuel Bustos  | Super-G            | DNF         | DNF     | DNF         | DNF     | DNF         | DNF    |
| Mariano Puricelli     | Abfahrt            | –           | –       | –           | –       | 1:52,38 min | 45     |
| Mariano Puricelli     | Alpine Kombination | 1:43,13 min | 46      | DNF         | DNF     | DNF         | DNF    |
| Federico van Ditmar   | Riesenslalom       | DNF         | DNF     | DNF         | DNF     | DNF         | DNF    |
| Federico van Ditmar   | Slalom             | DNF         | DNF     | DNF         | DNF     | DNF         | DNF    |
| Federico van Ditmar   | Super-G            | DNF         | DNF     | DNF         | DNF     | DNF         | DNF    |